# Уряд Сент-Люсії
Уряд Сент-Люсії — вищий орган виконавчої влади Сент-Люсії.

## Голова уряду
- Прем'єр-міністр — Аллен Частенет (англ. Allen Chastanet).

## Кабінет міністрів
Склад чинного уряду подано станом на 10 серпня 2016 року.
| Логотип | Міністерство | Міністр                                 | Фото | Час на посаді | Час на посаді | Партія | Партія | Вебсайт |
| ------- | --- | --------------------------------------- | ---- | ------------- | ------------- | ------ | ------ | ------- |
|         | Міністерство закордонних справ                                                                                           | Аллен Частенет (Allen Chastanet)        |      |               |               |        |        |         |
|         | Міністерство внутрішніх справ, юстиції і національної безпеки                                                            | Ерманжильд Франсіс (Hermangild Francis) |      |               |               |        |        |         |
|         | Міністерство економічного розвитку, житла, міського оновлення, транспорту і цивільної авіації                            | Гай Джозеф (Guy Joseph)                 |      |               |               |        |        |         |
|         | Міністерство інфраструктури, портів, енергетики і праці                                                                  | Стефенсон Кінг (Stephenson King)        |      |               |               |        |        |         |
|         | Міністерство освіти, інновацій, гендерних стосунків і стійкого розвитку                                                  | Гейл Рінгоберт (Gale Ringobert)         |      |               |               |        |        |         |
|         | Міністерство охорони здоров'я                                                                                            | Мері Ісаак (Mary Issac)                 |      |               |               |        |        |         |
|         | Міністерство рівності, соціальної справедливості, розвитку молоді, культури і місцевого самоврядування                   | Ленард Монтут (Lenard Montoute)         |      |               |               |        |        |         |
|         | Міністерство сільського і рибного господарства, планування, природних ресурсів і кооперації                              | Езекіль Джозеф (Ezechiel Joseph)        |      |               |               |        |        |         |
|         | Міністерство фінансів | Убальдус Раймонд (Ubaldus Raymond)      |      |               |               |        |        |         |
|         | Міністерство фінансів, економічного росту, створення робочих місць, закордонних справ і державної служби                 | Аллен Частенет (Allen Chastanet)        |      |               |               |        |        |         |
|         | Міністр офісу прем'єр-міністра у справах комерції, промисловості, інвестицій, розвитку підприємництва і справ споживачів | Бредлі Фелікс (Bradley Felix)           |      |               |               |        |        |         |
|         | Міністр офісу прем'єр-міністра у справах туризму, інформації та засобів масової інформації                               | Домінік Фіді (Dominic Fedee)            |      |               |               |        |        |         |